# 스파 FC
수루한자야 페르키드마탄 아왐 Football Club ( 영어:  Public Services Commission Football Club[*]  ) 또는 일반적으로 SPA F.C.로 알려진 말레이시아 연방 영토인 쿠알라룸푸르의 축구 클럽이다.
이 팀은 이전에 말레이시아 축구 리그의 2부 리그인 프리미어 리그 에서 뛰었었다. 이후 2015년에 클럽은 재정적인 이유로 리그에서 탈퇴를 결정하게 되었다.